# Camerig
Camerig (en limbourgeois Komeresj ou Gènzie) est un hameau néerlandais situé dans la commune de Vaals, dans la province du Limbourg néerlandais. Le 1er janvier 2005, Camerig comptait 80 habitants.